# Miss Brasil Tour Internacional Oficial
O Miss Brasil Tour Internacional / Intercontinental é um concurso de beleza que abre portas para a competição do Miss Mundo, anualmente, em Lima Peru. As candidatas são escolhidas três por Estado da Federação, seja pela organização, voto popular ou por títulos anteriores.
No ano de 2011 foi realizado em Curitiba, Paraná.
No ano de 2012 em Joinville, Santa Catarina.
A atual Miss Brasil Tour é Aline Costa Palhares, de Minas Gerais. Ela venceu o título em 1o de setembro, em Joinville.

## Categorias
- Miss Mirim
- Miss Infantil
- Miss Pre-Teen
- Miss Teen [1]
- Miss Juvenil
- Mister Juvenil
- Miss Adulto
- Mister Adulto

## Vencedores
| Ano 2011 | Miss Brasil Tour Internacional | Estado    | Colocação                                     |
| 2011     | Myke Rodrigues                 | Paraná    | Mister Infantil Tour 2012                     |
| 2011     | Diego de Jesus                 | São Paulo | Mister Juvenil Tour 2012                      |
| 2011     | Leonardo Portella              | Paraná    | Mister Brasil Tour Intercontinental Tour 2012 |
| 2011     | Lidia Floriano                 | Ceará     | Miss Teen Tour 2012                           |
| 2011     | Juliana Ramos                  | Paraná    | Miss Brasil Tour Teen Internacional 2012      |
| 2011     | Rafaela Dias Brilha            | Paraná    | Miss Brasil Tour Intercontinental 2012        |
|          |                                |           |                                               |

| Ano 2012 | Miss Brasil Tour Internacional | Estado            | Colocação                                    |
| 2012     | Jeferson Galvão                | Santa Catarina    | Mister Brasil Tour Internacional 2013        |
| 2012     | Shayenne Perez                 | Rio Grande do Sul | Miss Brasil Tour Infantil Internacional 2013 |
| 2012     | Aline Costa Palhares           | Minas Gerais      | Miss Brasil Tour Intercontinental 2013       |
|          |                                |                   |                                              |

## Agenda de Eventos
- 01 de Setembro: Chegada dos Candidatos em Joinville-SC e Ensaios fotográficos.
- 02 Setembro: Desfile e Premiação
- Fevereiro 2013: Miss Mundo - Peru